# Gary Wiggins (Radsportler)
Gary Wiggins (* 20. November 1952 in Yallourn bei Latrobe City im australischen Victoria; † 23. Januar 2008 in Newcastle, New South Wales) war ein australischer Radrennfahrer.

## Jugend und Anfänge  als Radsportler
Gary Wiggins wurde in Yallourn geboren, einer tristen Wohnsiedlung, 90 Meilen von Melbourne entfernt; sie diente einzig der Unterbringung von Arbeitern des nahegelegenen Kohle-Tagebaus. (Seit den späten 60ern wurde die Siedlung aufgelassen, parallel mit dem Abbau der Großkraftwerke;
Yallourn W[est] power station entstand später.) Sport war eine der wenigen Möglichkeiten, sich die Zeit zu vertreiben oder sogar außerhalb des Ortes Karriere zu machen. Wiggins betrieb Radsport und Boxen. 1974 ging er mit seiner ersten Frau und Tochter nach Großbritannien, um dort – wie viele andere australische Rennfahrer auch – sein Glück bei Bahnrennen zu versuchen.:13–14

## Sportliche Laufbahn
In Großbritannien schloss sich Wiggins dem renommierten Archer's Cycling Club in Herne Hill an, der auf der dortigen Radrennbahn trainierte. Dort fiel er einem Scout auf, der sich besonders um Radrennfahrer aus Australien und Neuseeland kümmerte. Wiggins fuhr in der Folge erfolgreich Amateurrennen auf der Bahn wie auf der Straße. 
1978 wurde Gary Wiggins Profi. Er war hauptsächlich als Sechstagefahrer in Europa erfolgreich und startete bei insgesamt 73 Rennen, von denen er eins gewinnen konnte, 1985 in Bremen mit Tony Doyle. Bei zahlreichen weiteren stand er auf dem Podium. 1984 wurde er gemeinsam mit Doyle Europameister im Zweier-Mannschaftsfahren, 1983 und 1985 belegten die beiden Fahrer gemeinsam Platz zwei. Im Januar 1987 fuhr Wiggins sein letztes Sechstagerennen, in Bremen.:22

## Privates und Familiäres
1980 wurde sein Sohn Bradley Wiggins, späterer britischer Weltmeister und Olympiasieger sowie Sieger der Tour de France 2012, in Gent geboren. Bradley Wiggins, der seinen Vater in seiner Autobiografie mit einer Mischung aus Bewunderung und Verachtung charakterisiert, sagt dazu: „I definitely  wasn't part of the master plan.“:18 Er schreibt auch: „Garry had earned the nickname ‚Doc‘ on the circuit - I will let you draw your own conclusions - and not only used amphetamines but also dealt.“:19 Der intensive Missbrauch von Dopingmitteln und auch Alkohol hatte nachhaltigen negativen Einfluss auf seinen Charakter und sein Verhalten, so schlug er seine Frau. 
1982 verließ der Vater die Familie und kehrte nach Australien zurück. Insgesamt war er dreimal verheiratet und wurde dreimal geschieden. Seine englische Ehefrau ging mit den Kindern nach Großbritannien; 14 Jahre lang hatten Vater und Sohn keinen Kontakt. In den folgenden Jahren schlug sich Gary Wiggins mit verschiedenen Jobs durch, eröffnete auch eine Kneipe in Bremen und ging pleite, und hatte ein massives Alkoholproblem.:22  Im Jahre 2008 wurde Wiggins bewusstlos in Aberdeen auf der Straße gefunden, nachdem er niedergeschlagen worden war. Er wurde mit einem Rettungshubschrauber ins Krankenhaus geflogen, wo er aufgrund schwerer Kopfverletzungen starb. Die Umstände seines Todes blieben ungeklärt.